# Drag Race México (seconda edizione)
La seconda edizione di Drag Race México è andata in onda in Messico dal 20 giugno al 5 settembre 2024 sulla piattaforma streaming WOW Presents Plus.
Il 24 maggio 2024 sono state annunciate le tredici concorrenti, provenienti da diverse parti del Messico, in competizione per ottenere il titolo di Mexico's Next Drag Superstar.
Leexa Fox, vincitrice dell'edizione, ha guadagnato come premio 550000 MX$, una fornitura di cosmetici della Anastasia Beverly Hills, una corona e uno scettro di Amped Accessories.

## Concorrenti
Le tredici concorrenti che prendono parte al reality show sono:
| Concorrente        | Vero nome                       | Età | Città                                  | Posizionamento |
| ------------------ | ------------------------------- | --- | -------------------------------------- | -------------- |
| Leexa Fox          | Axeel Díaz Gutierrez            | 22  | Mexicali – Bassa California            | Vincitrice     |
| Eva Blunt          | Pablo Levy Morales              | 35  | Città del Messico – Distretto Federale | Finaliste      |
| Horacio Potasio    | Horacio González Gómez          | 20  | Chihuahua – Chihuahua                  | Finaliste      |
| Jenary Bloom       | Genaro Orozco Graciano          | 27  | Tepatitlán de Morelos – Jalisco        | Finaliste      |
| Elektra Vandergeld | Eseen Ortiz                     | 26  | Città del Messico – Distretto Federale | 5º posto       |
| Unique             | Eduardo Alfonso Reyes Ortiz     | 27  | Aguascalientes – Aguascalientes        | 6º posto       |
| Luna Lansman       | Abraham Sinue Luna Ortiz        | 36  | Città del Messico – Distretto Federale | 7º posto       |
| Suculenta          |                                 | 27  | Città del Messico – Distretto Federale | 8º posto       |
| Ava Pocket         | Luis Rios Melo                  | 29  | Ciudad Madero – Tamaulipas             | 9º posto       |
| Garçonne           | Luis Orozco                     | 29  | Santiago de Querétaro – Querétaro      | 10º posto      |
| María Bonita       |                                 | 31  | Monterrey – Nuevo León                 | 11º posto      |
| Nina de la Fuente  | Vicente Alejandro Arias Fuentes | 33  | Città del Messico – Distretto Federale | 12º posto      |
| Ignus Ars          | Alan Cabrera                    | 23  | Aguascalientes – Aguascalientes        | 13º posto      |

## Tabella eliminazioni
| 1  | Elektra   | Horacio   | Leexa   | Jenary   | Luna    | Eva       | Jenary  | Jenary  | Horacio | Eva     | Leexa Fox       |
| 2  | Garçonne  | Ava       | Eva     | Elektra  | Leexa   | Luna      | Elektra | Unique  | Elektra | Leexa   | Eva Blunt       |
| 3  | Leexa     | Elektra   | Horacio | Eva      | Unique  | Horacio   | Eva     | Eva     | Eva     | Horacio | Horacio Potasio |
| 4  | Horacio   | Garçonne  |         |          |         |           | Unique  | Elektra | Leexa   | Jenary  | Jenary Bloom    |
| 5  | Luna      | Leexa     |         |          |         |           | Leexa   | Horacio | Jenary  | Elektra |                 |
| 6  | Nina      | Jenary    |         |          |         | Elektra   | Horacio | Leexa   | Unique  |         |                 |
| 7  | Jenary    | María     |         |          | Horacio | Unique    | Luna    |         |         |         |                 |
| 8  | María     | Eva       |         | Ava      | Elektra | Suculenta |         |         |         |         |                 |
| 9  | Eva       | Luna      | Jenary  | Unique   | Ava     |           |         |         |         |         |                 |
| 10 | Unique    | Suculenta | Luna    | Garçonne |         |           |         |         |         |         |                 |
| 11 | Suculenta | Unique    | María   |          |         |           |         |         |         |         |                 |
| 12 | Ava       | Nina      |         |          |         |           |         |         |         |         |                 |
| 13 | Ignus     |           |         |          |         |           |         |         |         |         |                 |

Legenda:
     La concorrente ha vinto la gara
     La concorrente è arrivata in finale ma non ha vinto la gara
     La concorrente ha vinto la puntata
     La concorrente figura tra le prime ma non ha vinto la puntata
     La concorrente è salva e accede alla puntata successiva (l'ordine di chiamata è casuale)
     La concorrente figura tra le ultime ma non ed è a rischio eliminazione
     La concorrente figura tra le ultime due ed è a rischio eliminazione
     La concorrente è stata eliminata

## Giudici
- Lolita Banana
- Taiga Brava
- Óscar Madrazo

### Giudici ospiti
- Lucía Méndez
- Herly RG
- Polo Morín
- Victoria Volkova
- Chantal Andere
- Turbulence
- Burrita Burrona
- Jhonny Caz
- Chantal Andere

## Riassunto episodi

### Episodio 1 –From Terror to Glamour
Il primo episodio della seconda edizione messicana si apre con le concorrenti che entrano nell'atelier. La prima a entrare è Ava Pocket, l'ultima è Eva Blunt. Lolita Banana e Taiga Brava fanno il loro ingresso annunciando l'inizio di una nuova edizione e dando il benvenuto alle concorrenti.
- La sfida principale: Lolita Banana e Taiga Brava annunciano le concorrenti devono presentare due outfit differenti sulla passerella; di cui uno dovrà essere cucito e assemblato a mano. Le categorie sono:
  - Mis Raíces: un look che rappresenti la propria città d'origine;
  - Jotéame el Look: un look d'alta moda realizzato in giornata utilizzando esclusivamente vestiti e stoffe di seconda mano.

Giudice ospite della puntata è Lucía Méndez. Lolita Banana dichiara Horacio, Luna, Nina, Jenary, María, Eva e Unique salve, e lascia le altre concorrenti sul palco per le critiche. Ava Pocket e Ignus Ars sono le peggiori mentre Elektra Vandergeld è la migliore della puntata.
- L'eliminazione: Ava Pocket e Ignus Ars vengono chiamate ad esibirsi con la canzone Me río de ti di Gloria Trevi. Ava Pocket si salva, mentre Ignus Ars viene eliminata dalla competizione.

### Episodio 2 –Dance and Silver
Il secondo episodio si apre con le concorrenti che rientrano nell'atelier dopo l'eliminazione di Ignus, con Ava grata di avere ancora una possibilità per dimostrare le sue qualità. Successivamente le concorrenti si complimentano con Elektra per la prima vittoria dell'edizione.
- La mini sfida: le concorrenti prendono parte a TravesTrivia, ovvero un quiz di cultura generale incentrato sul franchise di Drag Race, con l'obbiettivo di indovinare più risposte possibili. La prima squadra è formata da Jenary, Horacio, Garçonne, Eva, Elektra ed Ava, mentre la seconda è composta da Leexa, Luna, María, Nina, Suculenta e Unique. La vincitrice della mini sfida è Horacio Potasio.
- La sfida principale: le concorrenti, divise in due gruppi, devono coreografare un numero da girl group sulle note del brano Obsesionada di Czielo. Avendo vinto la mini sfida, Horacio ha la possibilità di scegliere i membri del proprio gruppo, scegliendo Garçonne, Elektra, Ava, Suculenta e Leexa, mentre Jenary, María, Nina, Unique, Eva e Luna faranno parte del gruppo avversario. Le concorrenti raggiungono il palcoscenico principale, dove ad attenderle ci sono Taiga Brava e Lolita Banan, con le quali organizzano la coreografia per lo spettacolo. Il gruppo di Jenary ha avuto problemi sull'organizzazione della coreografia, mentre il gruppo di Horacio è molto preparato per l'esibizione.

Giudice ospite della puntata è Herly RG. Il tema della sfilata è Chicas de Plata, dove le concorrenti devono sfoggiare un abito completamente argentato. Taiga Brava dichiara Garçonne, Leexa, Jenary, María, Eva e Luna salve, e lascia le altre concorrenti sul palco per le critiche. Nina de la Fuente e Unique sono le peggiori mentre Horacio Potasio è la migliore della puntata.
- L'eliminazione: Nina de la Fuente e Unique vengono chiamate ad esibirsi con la canzone Mujer latina di Thalía. Unique si salva, mentre Nina de la Fuente viene eliminata dalla competizione.